# Kunstverein Trier Junge Kunst

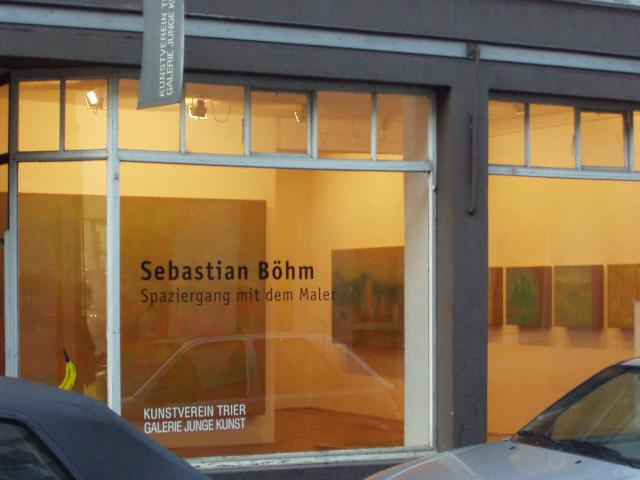
Galerie Junge Kunst des Kunstverein Trier Junge Kunst, Karl-Marx-Straße 90 in Trier (2006)

Der Kunstverein Trier Junge Kunst entstand aus der 1985 begründeten Produzentengalerie Kaleidoskop, entwickelte sich 1991 zum Förderverein Junge Kunst und erhielt 1995 seine jetzige Bezeichnung. Er beschränkt sich nicht auf die Aufgaben eines klassischen Kunstvereins, sondern greift hinaus und bezieht Elemente einer Künstlervereinigung und einer Produzentengalerie ein.

## Ausstellungen
Der Kunstverein führt jährlich etwa zehn Ausstellungen durch. Diese fanden und finden sowohl in den Vereins-Ausstellungs-Räumlichkeiten der Galerie Junge Kunst als auch außerhalb statt. Mit ihren großen Schaufenstern, den geschlossenen Hängeflächen und den angenehmen Raumproportionen konnte dabei die kleine Galerie-Räumlichkeit in der Karl-Marx-Straße beweisen, dass sie für jede bildkünstlerische Form und jedes Medium bis hin zu erstaunlich großformatigen Arbeiten und Rauminstallationen bestens geeignet ist, in ihrem Ambiente mit und nicht gegen die Kunstwerke arbeitet und daher sicher zu den sachdienlichsten Ausstellungsräumen der Großregion gehört.
Die Ausstellungen werden von Künstlern, Kunsthistorikern bzw. Kunstinteressenten eigenverantwortlich kuratiert oder gemeinsam erarbeitet und regelmäßig durch Katalogpublikationen begleitet.

## Konzept
Das erfolgreiche Engagement gilt vor allem noch nicht etablierten jüngeren Positionen und Ausdrucksformen. Präsentiert wird über Trier hinaus sowohl Rheinland-pfälzische als auch überregionale Gegenwartskunst bei gezielter Förderung der Künstler des Kunstvereins. Es gilt dabei Walter Grasskamps Feststellung, dass der Regionalismus speziell in der deutschen Kunstlandschaft immer eine „Chance der Moderne“ war. So erhielt der Kunstverein als einer der ersten Kunst-Orte in der Region Trier und in ganz Rheinland-Pfalz bereits 1997 das bundesweit begehrte Bananen-Signet des Bananensprayers Thomas Baumgärtel.
Doch öffnet sich der Kunstverein auch weit über Trier hinaus und ist seit seiner Gründung maßgeblich an der Überwindung jenes Provinzialismus beteiligt, der für die Bildende Kunst nicht selten eine Gefahr darstellt, sofern sie vor allem gesellschaftlichen Zwecken dient. Der Verein führt daher im Austausch talentierte Künstler in Einzel- und vor allem auch Gruppenausstellungen nach außen und repräsentiert dort Stadt und Region. So konnten über Trier, Kirchberg (Hunsrück) oder Simmern (Hunsrück) hinaus Künstler aus Trier und seiner Großregion inzwischen auch in Dresden, Essen, Weimar, Grevenmacher (Luxemburg), Sprinkange (Luxemburg), Thionville (Frankreich), Clermont-Ferrand (Frankreich) und New York (USA) ausgestellt werden.

## Kooperationen
Der Kunstverein gehörte zu den Begründern der Trierer Kunsttage, initiierte den gemeinsamen Saisonstart Trierer Galerien und Kunstvereine im Spätsommer eines jeden Jahres, führte diesen erstmals nach Luxemburg, beteiligt sich regelmäßig mit bemerkenswerten Projekten am Kultursommer Rheinland-Pfalz und tritt dabei für konstruktive Kontakte im regionalen Kontext ein.
Es wurde und wird mit Einrichtungen in der Stadt Trier (Kulturbüro, Kulturdezernat, Kultur- und Kommunikationszentrum Tuchfabrik, Städtisches Museum Simeonstift, Europäische Kunstakademie Trier) und im Land Rheinland-Pfalz (Kultursommer, Ministerium für Kultur, Landtag) kooperiert.
Von besonderer Bedeutung sind die regionalen und überregionalen Kontakte zu gleichgesinnten Institutionen: Kooperiert wird zurzeit mit Galerien, Kunst- und Künstlervereinen in Trier (Gesellschaft für Bildende Kunst), Essenheim bei Mainz (Essenheimer Kunstverein e.V.), Pirmasens (Kunst und Kultur Pirmasens e.V.), Frankfurt am Main (Galerie F.A.C. Prestel), Dresden (Deutsche Werkstätten Dresden-Hellerau) und in der Trierer Partnerstadt Weimar (Kunstverein Hofatelier Weimar e.V.) im Rheinland-pfälzischen Partner-Bundesland Thüringen.
Wichtig ist auch die kulturelle Mitwirkung in der Grenz-Großregion Belgien – Luxemburg – Lothringen – Rheinland-Pfalz. Durch das Engagement beziehungsweise die Beteiligung des Kunstvereins entstanden und entstehen europäische Mehr-Länder-Projekte, beispielsweise mit der Galerie Arche in Grevenmacher (Luxemburg), mit dem Lëtzebuerger Artisten Center L.A.C. (Luxemburg) und dem Centre Culturel Jacques Brel de Thionville (Frankreich).

## Verein
Dem Verein gehören etwa 60 Mitglieder an. Sie kommen aus Trier und dem Kreis Trier-Saarburg sowie darüber hinaus aus ganz Rheinland-Pfalz, aus dem Saarland, aus Berlin, aus Nordrhein-Westfalen, aus Luxemburg und aus Frankreich. Es sind Menschen, die sich mit der Unmittelbarkeit kleiner Initiativen mehr identifizieren als mit der Anonymität großer Institutionen. Darunter befinden sich Bildende Künstler, die durch den Kunstverein vertreten werden.
Die Grundfinanzierung des eingetragenen und als gemeinnützig anerkannten Vereins erfolgt durch Mitgliedsbeiträge. Darüber hinaus verfügt er über Sponsoren aus der Wirtschaft und erhält projektbezogene Zuschüsse. Diese zeitgemäße Finanzierungsform kann jedoch eine dauerhafte Unterstützung durch die öffentliche Hand nicht ersetzen. Wichtig ist dabei aber die Wahrung der konzeptionellen und künstlerischen Unabhängigkeit.
Vorsitzender des Kunstvereins ist Stefan Philipps (Stand: 2011).